# فیلیپ سیموندز
 فیلیپ سیموندز (انگلیسی: Phillip Simmonds؛ زاده ۱۸ مهٔ ۱۹۸۶) یک تنیس‌باز اهل ایالات متحده آمریکا است.